# Diaphlebopsis
Diaphlebopsis is een geslacht van rechtvleugeligen uit de familie sabelsprinkhanen (Tettigoniidae). De wetenschappelijke naam van dit geslacht is voor het eerst geldig gepubliceerd in 1931 door Karny.

## Soorten
Het geslacht Diaphlebopsis  is monotypisch en omvat slechts de volgende soort:
- Diaphlebopsis fissiceps (Karny, 1931)